# Angriff auf Archangelsk
1. Phase: Schwedische Dominanz (1700–1709)
Dänischer Kriegsschauplatz (1700)
Humlebæk • Tönning I 
Livländ./ Estnischer Kriegsschauplatz (1700–1708)
Riga I • Jungfernhof • Varja • Pühhajoggi • Narva • Petschora • Düna • Rauge • Erastfer • Hummelshof • Embach • Tartu • Narva II • Wesenberg I • Wesenberg II
Ingermanländ./ Finnischer Kriegsschauplatz (ab 1701)
Archangelsk • Ladogasee • Nöteborg • Nyenschanz • Newa • Systerbäck • Petersburg • Wyborg I • Porvoo • Newa II • Koporje II • Kolkanpää
Litauisch-weißrussischer Kriegsschauplatz (1702–1706)
Vilnius • Saladen • Jakobstadt • Gemauerthof • Mitau • Grodno I • Olkieniki • Njaswisch • Klezk • Ljachawitschy
Polnischer Kriegsschauplatz (1702–1706)
Klissow • Pułtusk • Thorn • Lemberg • Warschau • Posen • Punitz • Tillendorf • Rakowitz • Praga • Fraustadt • Kalisch 
Russischer Kriegsschauplatz (1708–1709)
Grodno II • Golowtschin • Moljatitschi • Rajowka • Lesnaja • Desna • Baturyn • Koniecpol • Weprik • Opischnja • Krasnokutsk • Sokolki • Poltawa I • Poltawa II
2. Phase: Schweden in der Defensive (1710–1721)
Baltischer und Finnischer Kriegsschauplatz (bis 1714)
Riga II • Wyborg II • Pernau • Kexholm • Reval • Hogland • Pälkäne • Storkyro • Nyslott • Hanko 
Schwed./Norwegischer Kriegsschauplatz (1710–1721)
Helsingborg • Køge-Bucht • Bottnischer Meerbusen • Frederikshald I • Dynekilen-Fjord • Göteborg I • Strömstad • Trondheim • Frederikshald II • Marstrand • Ösel • Göteborg II • Södra Stäket • Grönham • Sundsvall
Norddeutscher Kriegsschauplatz (1711–1716)
Elbing • Wismar I • Lübow • Stralsund I • Greifswalder Bodden I • Stade • Rügen • Gadebusch • Altona • Tönning II • Stettin • Fehmarn • Wismar II • Stralsund II • Jasmund • Peenemünde • Greifswalder Bodden II • Stresow 
Der Angriff auf Archangelsk von Juni bis August 1701 war eine misslungene schwedische Flottenoperation im Großen Nordischen Krieg mit dem Ziel, Russlands einzigen Seehafen Archangelsk am Weißen Meer zu zerstören und jeglichen russischen Seehandel zu unterbinden.

## Vorgeschichte
| \| Angriff auf Archangelsk \| |
| Lage des Schlachtfeldes       |
| Angriff auf Archangelsk       |

Ende 1700 wurde die Armee Peters bei Narva vom schwedischen Entsatzheer Karls XII. zerschlagen. Trotz dieser schweren Niederlage erholten sich die russischen Streitkräfte zügig. Als sich die schwedische Hauptarmee nach Polen wandte war eine direkte Bedrohung Zentralrusslands zunächst gebannt. Dennoch kalkulierten die Berater Peters eine schwedische Bedrohung zur See weiter ein.
Archangelsk am Weißen Meer war Russlands einziger maritimer Zugang zu den Weltmeeren für die Einfuhr europäischer Produkte und daher von großer strategischer Bedeutung für Russland. Peter gab die Weisung die Garnison in Archangelsk zu verstärken. So wurde noch im Frühjahr 1701 die Festung Nowodwinsk auf der Insel Linski Priluk etwa 20 Kilometer nordwestlich vor Archangelsk, mit einer Garnisonsstärke von 1000 Mann errichtet. In der Dwinamündung wurden sechs Brander bereitgestellt, um angreifende schwedische Schiffe in Brand zu setzen. Zugleich wurden die einlaufenden fremden Schiffe im Hafen festgehalten. Es sollte verhindert werden, dass die angreifenden schwedischen Schiffe über die Verteidigungsmaßnahmen in der Dwinamündung informiert werden konnten.

## Verlauf
Am 7. Juni 1701 verließ eine schwedische Flottille aus sieben Schiffen, bewaffnet mit insgesamt 127 Kanonen Göteborg mit Kurs Weißes Meer.
Die Schiffe waren:
- Warberg (42 Kanonen)
- Elfsborg (42 Kanonen)
- Marstrand (26 Kanonen)
- Falk (6 Kanonen)
- Töfva-lite (4 Kanonen)
- Mjöhund (6 Kanonen)

Die Flottille wurde von Kommodore Carl Henrik von Löwe geführt. Sie hatte den Auftrag Russlands einzigen Seehafen zu zerstören und jeglichen Import von Waren und Waffen aus Europa zu unterbinden. Aus Geheimhaltungsgründen waren die Schweden als Walfänger unter holländischer und englischer Flagge getarnt, wurden jedoch von englischen und holländischen Kauffahrern aufgedeckt. Diese warnten die russische Seite frühzeitig. Die Flottille erreichte die Nördliche Dwina gegen Ende Juni. Lewe entsandte drei seiner sieben Schiffe zur Aufklärung des Gebietes unter Einsatz lokaler Steuermänner die die schwedischen Schiffe sicher entlang der Küste leiten sollten. Dazu nahmen die Schweden zwei russische Fischer gefangen. Diese waren Iwan Sedunow und Dmitri Popow. Sie riskierten ihr Leben, weil sie zwei der schwedischen Schiffe in Untiefen manövrierten.
Die Erkundungsabteilung überfiel zunächst einen russischen Vorposten an der Mündung der Dwina und töteten dabei 16 Mann. Sie setzten ihren Vormarsch fort weiter in die Mündung der kleinen Dwinka, wo die neue Festung erbaut wurde. Der dort kommandierende Stabsoffizier Schiworowski ging ihnen mit 700 Soldaten auf kleinen Booten entgegen. Durch das Schiffsfeuer der Schweden wurden dabei fünf russische Soldaten getötet. Doch noch ehe sie in Schussreichweite zur Festung kamen, liefen eine Fregatte und eine Jacht auf Grund.
Aufgrund der Weißen Nächte in diesen Breiten wurden die Schiffe von der russischen Garnison gesichtet und fortan von der Festung aus beschossen. Als der Kapitän von einem der schwedischen Schiffe von einem der Geschosse getötet wurde, verließen die Besatzungen die beiden manövrierunfähigen Schiffe und kletterten an Bord des noch verbliebenen schwedischen Schiffs.
Zwei weitere Schweden wurden dabei verwundet. Die Mjöhund und die Falk fiel in russische Hände. Der Rest der schwedischen Flotte blieb in den Gewässern des Weißen Meeres und kaperten dort Fischerboote oder brannten russische Dörfer nieder. Am 21. Juli segelten sie dann zurück nach Schweden. Am 25. August erreichten sie Göteborg.

## Folgen
Der Sieg an der Mündung der Dwina sicherte gleichzeitig Archangelsk vor weiteren schwedischen Angriffen. Sein Hafen blieb für europäische Schiffe bis zum Ende des Krieges frei zugänglich. Die schwedischen Schiffe wurden nach Archangelsk gebracht und wurden in russischen Dienst gestellt.